# Rancid
Rancid ist eine Punkband mit Ska-Einflüssen aus dem kalifornischen Berkeley. Rancid gelten als eine der einflussreichsten Bands des 1990er-Jahre-Punk-Revivals. Ihr bis heute erfolgreichstes und bekanntestes Album ist … And Out Come the Wolves, welches sehr stark von The Clash und The Specials sowie diversen Ska-Einflüssen geprägt ist.

## Geschichte
Die Band wurde 1991 von Tim Armstrong und Matt Freeman, zwei ehemaligen Mitgliedern der Band Operation Ivy, gegründet und durch Lars Frederiksen und Brett Reed vervollständigt. Rancid machten 2005 wegen der vermeintlichen Erkrankung Matt Freemans an Lungenkrebs eine Pause. Die Erkrankung entpuppte sich allerdings als gutartige Gewebsveränderung. 2006 war die Band mit einem Titel auf dem Soundtrack des Gonzo-Films Fuck the System des Regisseurs Rob Rotten vertreten. Die Band hatte einen Gastauftritt bei dem Stück Coppers (Brooklyn Version) auf Dr. Israels Album Inna City Pressure. Des Weiteren waren Rancid auch in der Fernsehserie South Park zu sehen, wo sie kurz den Titel Brad Logan (von der gleichnamigen Single) spielten.
Auf Rancids Website wurde die Veröffentlichung eines neuen Albums im Frühjahr 2007 angekündigt, welches aber durch den Wechsel am Schlagzeug mehr als zwei Jahre auf sich warten ließ. Das neue Album Let The Dominoes Fall wurde im Juni 2009 veröffentlicht, erstmals zu hören war der neue Schlagzeuger Branden Steineckert. Produziert wurde es wieder von Brett Gurewitz. Es folgte die Veröffentlichung des Albums Honor Is All We Know im Oktober 2014. Im Mai 2017 kündigten Rancid das Album Trouble Maker für Juni desselben Jahres an. Wenige Stunden nach Bekanntgabe wurde die Single Ghost of a Chance veröffentlicht.
Am 2. Juni 2023 veröffentlichten Rancid ihr erstes Album seit sechs Jahren, Tomorrow Never Comes. Es ist ihr zehntes Studioalbum und wurde nach der längsten Pause zwischen Studioalben in ihrer Karriere veröffentlicht. Produzent des Albums war Bad-Religion-Gitarrist Brett Gurewitz, der mittlerweile sechs Alben in Folge für die Band produziert hat. Mit 28 Minuten und 47 Sekunden ist es Rancids kürzestes Album (Stand 2023).
Die Bandmitglieder sind teilweise auch in anderen Bands aktiv. Lars Frederiksen ist zum Beispiel auch Mitglied der Gruppen Lars Frederiksen and the Bastards und The Old Firm Casuals. Tim spielte bei Operation Ivy (zusammen mit Matt Freeman) und den Transplants (zusammen mit Travis Barker), er betreibt außerdem das Label Hellcat Records. Der neue Schlagzeuger Branden Steineckert war früher bei The Used aktiv. Bassist Matt Freemann spielt und singt zudem in der deutlich enger an Psychobilly angelehnten Band Devil’s Brigade.

## Diskografie

### Studioalben
| Jahr | Titel Musiklabel                          | Höchstplatzierung, Gesamtwochen, AuszeichnungChartplatzierungen (Jahr, Titel, Musiklabel, Platzierungen, Wochen, Auszeichnungen, Anmerkungen) | Höchstplatzierung, Gesamtwochen, AuszeichnungChartplatzierungen (Jahr, Titel, Musiklabel, Platzierungen, Wochen, Auszeichnungen, Anmerkungen) | Höchstplatzierung, Gesamtwochen, AuszeichnungChartplatzierungen (Jahr, Titel, Musiklabel, Platzierungen, Wochen, Auszeichnungen, Anmerkungen) | Höchstplatzierung, Gesamtwochen, AuszeichnungChartplatzierungen (Jahr, Titel, Musiklabel, Platzierungen, Wochen, Auszeichnungen, Anmerkungen) | Höchstplatzierung, Gesamtwochen, AuszeichnungChartplatzierungen (Jahr, Titel, Musiklabel, Platzierungen, Wochen, Auszeichnungen, Anmerkungen) | Anmerkungen                                                 |
| Jahr | Titel Musiklabel                          | DE | AT | CH | UK | US | Anmerkungen                                                 |
| ---- | ----------------------------------------- | --- | --- | --- | --- | --- | ----------------------------------------------------------- |
| 1993 | Rancid Epitaph Records                    | — | — | — | — | — | Erstveröffentlichung: 10. Mai 1993                          |
| 1994 | Let’s Go Epitaph Records                  | — | — | — | — | US97 Gold · (11 Wo.)US | Erstveröffentlichung: 14. Juni 1994 Verkäufe: + 500.000     |
| 1995 | … And Out Come the Wolves Epitaph Records | DE74 (1 Wo.)DE | — | — | UK55 Gold · (2 Wo.)UK | US45 Platin · (34 Wo.)US | Erstveröffentlichung: 22. August 1995 Verkäufe: + 1.335.000 |
| 1998 | Life Won’t Wait Epitaph Records           | — | — | — | UK32 (3 Wo.)UK | US35 (5 Wo.)US | Erstveröffentlichung: 30. Juni 1998                         |
| 2000 | Rancid Hellcat Records                    | — | — | — | UK68 (1 Wo.)UK | US68 (4 Wo.)US | Erstveröffentlichung: 1. August 2000                        |
| 2003 | Indestructible Warner Bros.               | DE81 (1 Wo.)DE | AT59 (3 Wo.)AT | — | UK29 (3 Wo.)UK | US15 (7 Wo.)US | Erstveröffentlichung: 19. August 2003                       |
| 2009 | Let the Dominoes Fall Hellcat Records     | DE48 (2 Wo.)DE | — | CH75 (1 Wo.)CH | UK41 (1 Wo.)UK | US11 (7 Wo.)US | Erstveröffentlichung: 2. Juni 2009                          |
| 2014 | Honor Is All We Know Hellcat Records      | DE84 (1 Wo.)DE | AT58 (1 Wo.)AT | CH63 (1 Wo.)CH | UK45 (1 Wo.)UK | US20 (2 Wo.)US | Erstveröffentlichung: 27. Oktober 2014                      |
| 2017 | Trouble Maker Hellcat Records             | DE21 (1 Wo.)DE | AT33 (1 Wo.)AT | CH38 (1 Wo.)CH | UK57 (1 Wo.)UK | US23 (1 Wo.)US | Erstveröffentlichung: 9. Juni 2017                          |
| 2023 | Tomorrow Never Comes Hellcat Records      | DE12 (1 Wo.)DE | — | CH84 (1 Wo.)CH | UK86 (1 Wo.)UK | US126 (1 Wo.)US | Erstveröffentlichung: 2. Juni 2023                          |

### Kompilationen
- 2007: B Sides and C Sides (Rancid Records)

### EPs
- 1992: Rancid
- 1993: Radio Radio Radio (Fat Wreck Chords)

### Splits
| Jahr | Titel Musiklabel                | Höchstplatzierung, Gesamtwochen, AuszeichnungChartplatzierungen (Jahr, Titel, Musiklabel, Platzierungen, Wochen, Auszeichnungen, Anmerkungen) | Höchstplatzierung, Gesamtwochen, AuszeichnungChartplatzierungen (Jahr, Titel, Musiklabel, Platzierungen, Wochen, Auszeichnungen, Anmerkungen) | Anmerkungen                                 |
| Jahr | Titel Musiklabel                | UK | US | Anmerkungen                                 |
| ---- | ------------------------------- | --- | --- | ------------------------------------------- |
| 2002 | BYO Split Series Volume III BYO | UK75 (1 Wo.)UK | US147 (1 Wo.)US | Erstveröffentlichung: 5. März 2002 mit NOFX |

### Singles (Auswahl)
| Jahr | Titel Album                          | Höchstplatzierung, Gesamtwochen, AuszeichnungChartsChartplatzierungen (Jahr, Titel, Album, Platzierungen, Wochen, Auszeichnungen, Anmerkungen) | Anmerkungen                            |
| Jahr | Titel Album                          | UK | Anmerkungen                            |
| ---- | ------------------------------------ | --- | -------------------------------------- |
| 1995 | Time Bomb ...And Out Come the Wolves | UK56 (2 Wo.)UK | Erstveröffentlichung: 1. November 1995 |
| 1998 | Bloodclot Life Won’t Wait            | UK83 (1 Wo.)UK | Erstveröffentlichung: 1998             |
| 2003 | Fall Back Down Indestructible        | UK42 (2 Wo.)UK | Erstveröffentlichung: 22. Juli 2003    |

## Auszeichnungen für Musikverkäufe
| Goldene Schallplatte - Australien - 2005: für das Album … And Out Come the Wolves - Japan - 2006: für das Album … And Out Come the Wolves - Kanada - 1996: für das Album … And Out Come the Wolves |

Anmerkung: Auszeichnungen in Ländern aus den Charttabellen bzw. Chartboxen sind in ebendiesen zu finden.
| Land/RegionAuszeichnungen für Musikverkäufe (Land/Region, Auszeichnungen, Verkäufe, Quellen) | Gold     | Platin  | Verkäufe  | Quellen         |
| -------------------------------------------------------------------------------------------- | -------- | ------- | --------- | --------------- |
| Australien (ARIA)                                                                            | Gold1    | —       | 35.000    | aria.com.au     |
| Japan (RIAJ)                                                                                 | Gold1    | —       | 100.000   | riaj.or.jp      |
| Kanada (MC)                                                                                  | Gold1    | —       | 50.000    | musiccanada.com |
| Vereinigte Staaten (RIAA)                                                                    | Gold1    | Platin1 | 1.500.000 | riaa.com        |
| Vereinigtes Königreich (BPI)                                                                 | Gold1    | —       | 100.000   | bpi.co.uk       |
| Insgesamt                                                                                    | 5× Gold5 | Platin1 |           |                 |